# Pyrenæernes flora
Pyrenæernes flora har en sammensætning, som er bestemt af fem faktorer: de geologiske forhold, klimaforholdene, floraens historiske udvikling, dyrelivet og menneskernes brug af områderne. Pyrenæerne rummer ligesom andre af Europas bjergkæder en hel del polare relikter fra den seneste istid. I vidt omfang kan den pyrenæiske flora sammenlignes med Alpernes flora, men der er dog visse særtræk, bl.a. en hel del endemismer, som afviger fra alpefloraen.

## Geografiske forhold
Pyrenæerne ligger placeret mellem to zoner: den eurosibiriske og den mediterrane. På den pyrenæiske halvø omfatter den havprægede del af den "Eurosibiriske zone" Portugal, Galicien, Asturien, Cantabrien, Baskerlandet, det nordvestlige Navarra og den vestlige og midterste del af Pyrenæerne. Den er kendetegnet ved et fugtigt klima, der mildnes på grund af havets nærhed, sådan at man har forholdsvis kolde vintre og ingen tydelig tørketid. Den "mediterrane zone" er kendetegnet ved at have kølige vintre med vinterregn, mens somrene er varme og tørre. På den pyrenæiske halvø omfatter zonen de sydlige, centrale og østlige dele af området.
Pyrenæerne strækker sig over 500 km i øst-vestlig retning fra Middelhavet til Biscayabugten (Atlanterhavet). Den mellemste kæde består af stenarter (granit og skifer), som er mere end 200 millioner år gamle. Den omgives på begge sider af yngre sedimenter (kalksten, dolomit og sandsten). Det er foldningen af Alperne, som har skabt Pyrenæernes sammensatte toppgrafi. Kæden består af bratte klippeskrænter, dybe kløfter, karstagtige højsletter og toppe, som når op over 3.000 m (Aneto 3.404 m, Posets 3.375 m og Vignemale 3.298 m).
Under den seneste istid var store dele af Pyrenæerne dækket af sne og gletsjere, og man finder overalt de tydelige spor af isens påvirkning (calderaer, U-formede dale, afrundede klipper, skurestriber osv). Efter den seneste istid opstod der skove, hovedsageligt bestående af Ædelgran og Fyr, i tidsrummet mellem 4.000 og 2.000 f.Kr.
Pyrenæernes vegetation ligner Alpernes, særligt på nordskråningerne i den midterste og vestlige del. I den østlige del og på nogle isolerede områder af sydskråningerne ligner den mere vegetationen på de iberiske bjerge og Sierra Nevada, hvor de subalpine og alpine zoner erstattes af "oro-mediterrane" (= bjerg-middelhavs-) og "cryoro-mediterrane" (= kolde bjerg-middelhavs-) zoner.
Derfor opdeler man gerne Pyrenæerne i tre klimatiske zoner: Mod vest er bjergene påvirkede af mild og fugtig atlantarhavsluft, mens den centrale del har et mere tørt og køligt vejr, og mod øst gør Middelhavet sin indflydelse gældende med varme og tørre somre. Pyrenæerne er et af Europas centre for høj plantevariation. Ifølge Dupias rummer Pyrenæernes flora ca. 3.500 arter og underarter af karplanter. Af mosser har man fundet ca. 530 arter, ligesom man regner med, at der kan være op mod 1500 arter af laver i Pyrenæerne. Dertil kommer et ukendt antal svampearter (symbionter, parasitter og rådsvampe), som normalt lever på andre laver.

## Plantebælter
Pyrenæerne kendetegnes af yderst forskelligartede plantebælter. På de nederste dele og nede i kalkstenskløfterne finder man en vegetation, som er domineret af stedsegrønne ege, hvor steneg (Quercus ilex) er den mest almindelige, men blandet med løvfældende arter som duneg (Quercus pubescens), storbladet lind (Tilia platyphyllos) og italiensk løn (Acer opalus). Tæt på Middelhavet danner korkeg (Quercus suber) og pinje (Pinus pinea) småskove på silikat-bjergarter. Højere oppe og mod vest finder man blandede, løvfældende skove med vintereg (Quercus petraea), duneg og almindelig bøg (Fagus sylvatica), mens bestande af skovfyr (Pinus sylvestris) og sortfyr (Pinus nigra var. caramanica) dominerer på sydskråningerne inde i Spanien. Skovene i de større højder består af en blanding af almindelig bøg og almindelig ædelgran (Abies alba), hvor fransk bjergfyr (Pinus torreyana) optræder som indblanding i de indre dele på den centrale del af kæden. Ægte, alpine enge (sætere) finder man oven for trægrænsen, og de består hovedsageligt af stauder med mange reliktarter og endemiske planter.

## Opdeling i vegetationer
Trægrænsen med Pinus uncinata liger i højder fra 2.100 m på nordskråningerne i den vestlige del (Anie massif) til 2.600 m i den mere kontinentale, centrale del (f.eks. bjergmassivet Neouvielle og området ved Encantats). Den klimabestemte trægrænse er dog blevet tvunget længere ned på grund af brand, græsning og tømmerhugst.
Den klimatiske kontrast mellem den vestlige, havprægede side og de Middelhavsprægede og kontinentalt prægede midterste, østlige og sydlige skråninger giver sammen med variationen i bjergarterne en righoldig blanding af plantesamfund. Helt grundlæggende er er plantearterne fordelt efter topografiske forhold, hvor højden over havet og hældningsgraden i forhold til solindstrålingen er de vigtigste komponenter. På sydhæld vil der være en større solindstråling, målt som joule/cm², end på vandrette flader, mens nordhæld vil modtage mindre indstråling end de vandrette flader. Derfor sker sneafsmeltning, opvarmning og udtørring også meget tidligere på sydhæld end på nordhæld. Det medfører, at visse arter og vegetationer kun findes det ene af stederne, eller at bestemte vegetationer findes i forskellig højde afhængigt af topografien.
Generelt kan floraen desuden opdeles i karbonat- og silikat-vegetationer. De første findes i områder, hvor klippematerialet består af stenarter, som er opbygget over én eller flere karbonater (ofte kalksten eller dolomit). Silikatbjergarterne giver derimod grobund for vegetationer, som er tilpasset mere sure forhold (surbundsplanter).
Dette grundmønster suppleres med følgevirkningerne af dyrenes levevis og – især – af menneskernes skiftende brug af bjergsider og -sletter. Store dele af bjergenes laveste skråninger er nu helt træløse og inddraget til agerbrug eller græsning. Længere oppe har tidligere tiders stævningsdrift og afskovning af de største træer sat sine tydelige spor i form af kratagtige løvskove og blandingsskove, hvor de ældste træer mangler. Nær skovgrænsen har sæterdrift medført, at trævæksten bliver hold nede, sådan at der opstår store områder med – meget smukke og varierede – tørre enge og overdrev.
På den baggrund kan Pyrenæernes flora opdeles sådan:
|           | Sydhæld                            | Sydhæld                            | Nordhæld                           | Nordhæld                           |
| Karbonat  | Silikat                            | Karbonat                           | Silikat                            |                                    |
| Forbjerge | Egeskov -800 m                     | Fyrreskov -800 m                   | Egeskov - 1100 m                   | Egeskov -1100 m                    |
| Bjergskov | Bøgeskov 800-1700 m                | Ædelgranskov 800-1700              | Bøgeskov 1100-1900 m               | Ædelgranskov 1100-1900 m           |
| Subalpint | Enekrat 1700-2300 m                | Alperosekrat 1700-2300 m           | Enekrat 1900-2500 m                | Alperosekrat 1900-2300 m           |
| Alpint    | Sætere (nøgne klipper) 2300-2800 m | Nøgne klipper (sætere) 2300-2800 m | Sætere (nøgne klipper) 2500-3000 m | Nøgne klipper (sætere) 2500-3000 m |
| Snedækket | Uden plantevækst 2800 m -          | Uden plantevækst 2800 m -          | Uden plantevækst 3000 m -          | Uden plantevækst 3000 m -          |

## Egeskove
- Steneg
- Italiensk løn
- Vintersnebolle
- Laurbærdafne
- Almindelig akeleje
- Toårig hør (Linum bienne)

Egeskovene ved Pyrenæernes fod og i bunden af dalene er i stort omfang fældet. I stedet bliver områderne udnyttet til landbrug – i første række til græsning og høhøst for husdyr. Hvor skovene stadig findes har de en sammensætning, hvor de dominerende arter er stedsegrønne og lævfældende ege, især duneg, portugisisk eg, steneg og stilkeg. Blandet med dem finder man askearter (i vest mest almindelig ask og mod øst mere hyppigt smalbladet ask), akselrøn, almindelig valnød, bævreasp, italiensk løn, orientalsk platan, storbladet lind, vortebirk og ægte kastanje. I de vestlige pyrenæer og på silikatbjergart er skovfyr det dominerende træ, og dér danner lave buske underskov: almindelig blåbær, blålyng, hedemelbærris, høstlyng og mosebølle. På tilsvarende steder i den østlige ende af bjergkæden danner korkeg og strandfyr sammenhængende skove.
I egeskovens bund finder man foruden ungplanter af de nævnte træarter buske som almindelig buksbom, almindelig hassel, almindelig hvidtjørn, almindelig hyld, klitrose, laurbærdafne, musetorn, pibekvalkved, slåen, vintersnebolle og lianerne almindelig kristtorn, almindelig vedbend, almindelig skovranke og flere arter af brombær.
Skovbundens stauder danner forskellige samfund alt efter fugtigheden i jordbunden. På fugtig skovbund, som ofte findes under de mest skyggende træer, kan man finde: almindelig akeleje, almindelig engelsød, almindelig fjerbregne, almindelig kambregne, almindelig kamgræs, almindelig mangeløv, blå anemone, bølgekronet storkenæb, dueskabiose, hjortetunge, hvidplettet lungeurt, italiensk arum, langbladet mynte, pengebladet fredløs og skovgaltetand. På mere tør bund, dvs. i mere lysåbne skovpartier, ses bl.a. almindelig agermåne, bredbladet iris, lav tidsel, liden skjaller, Linum bienne, Monpellier-nellike, murrude, rundfinnet radeløv, rød sporebaldrian, Sedum altissimum, skovvalmuesøster, stenærenpris, ugrenet edderkopurt og ørnebregne (meget aggressiv).

## Bøge- og ædelgranskove
- Aksel-Røn
- Almindelig ædelgran
- Rundbladet bærmispel
- Pyrenæsik lilje
- Rundbladet stenbræk
- Almindelig fingerbøl

Ovenfor egeskovene (eller altså: den dyrkede jord) findes et bælte med løvfældende skove, hvor Almindelig Bøg er dominerende. I de samme skove findes akselrøn, almindelig ask, almindelig ædelgran, duneg, stilkeg, storbladet lind, vintereg og vortebirk. Enkelte steder findes der på nordskråningerne nogle bestande med iblanding af røgelsesene. I de østlige dele af Pyrenæerne er sammensætningen lidt anderledes, for dér er skovfyr og pyrenæisk fyr dominerende med en iblanding af akselrøn, almindelig bøg, duneg, storbladet lind og vortebirk. I de midterste, kontinetale dele af bjergkæden erstatter fransk bjergfyr de to nævnte, andre arter af fyr, og løvtræarterne er mere tyndt repræsenteret.
Skovbundsfloraen består af ungplanter af de nævnte træater samt forskellige buske: almindelig buksbom, almindelig hassel, almindelig hvidtjørn, almindelig kvalkved, almindelig røn, alperøn, druehyld, laurbærdafne og rundbladet bærmispel. Under dem breder der sig en flora af stauder, som delvist er de samme som nævnt ovenfor under egeskovens planter. Derudover finder man almindelig fingerbøl, pyrenæisk lilje, pyrenæisk baldrian, skyggestenbræk og et stort antal bregne- og mosarter.

## Ene- og alperosekrat
- Pyrenæisk fyr
- Fransk bjergfyr
- Kobberrose
- Pyrenæisk gedeblad
- Gul ensian
- Hvidgrå storkenæb

Ovenfor bøgeskovsbæltet tynder skoven ud, dels på grund af klimaforholdene og dels på grund af menneskelig virksomhed. I en bred overgangszone – en slags uægte skovgrænse – finder man et stor antal af mere eller mindre forkrøblede eksemplarer af almindelig bøg og almindelig ædelgran, men efterhånden som man kommer højere op, optræder fransk bjergfyr, skovfyr og pyrenæisk fyr oftere og oftere som iblanding. Øverst oppe finder man almindelig bjergfyr som en egentlig skovgrænse.
Oven for skovgrænsen er der spredte pletter med højfjeldets buske: alperøn, dværgkorsved, hedemelbærris, kobberrose, krybende ene, peberbusk, pyrenæisk gedeblad, pyrenæisk pil, rundbladet bærmispel, rustbladet alperose, stendafne og vingevisse. Mellem dem finder man en rig flora af kraftige urter som f.eks. bjergknopurt, blå stormhat, europæisk engblomme, gul ensian, hornviol, hvid foldblad, hvidgrå storkenæb, pyrenæisk baldrian, pyrenæisk nellikerod, pyrenæisk sorttop, pyrenæisk stormhat, pyrenæisk vikke, spansk mandstro og Stolthenriks gåsefod.

## Sætere
- Bjerganemone
- Engelsk iris
- Hornviol
- Hvid affodil
- Vingevisse
- Pyrenæisk akeleje

Sæterne er opstået som følge af århundreders vedvarende skovrydning, afbrænding og husdyrgræsning. Det har ført til, at et bredt bælte oven for den nuværende skovgrænse er lysåbent og giver vækstbetingelser for en højlandsflora, selv om bæltets placering egentlig giver plads for skovvækst (se ovenfor). Afgræsningen har betydet en sortering blandt de mulige arter, sådan at de giftige, ildesmagende og næringsfattige har fået bedre betingelser, mens de velsmagende og næringsrige bliver holdt nede. Konkret betyder det, at græsarterne og halvgræsserne ikke er dominerende i forhold til de bredbladede urter, og omvendt at lyskrævende planter som orkidéer har gode betingelser. Den lange tid med urteagtig vegetation har desuden givet halvsnyltere som skjaller og forskellige øjentrøst-arter muligheder for at etablere sig hos de græsarter, som de udnytter.
Afhængigt af fugtighedsforholdene og bjergarten vil man bl.a. kunne møde de følgende arter på sæterengene i Pyrenæerne, men det skal understreges, at udvalget er meget beskåret, og at vigtige grupper som løgvækster, orkidéer og græsser er udeladt eller meget underrepræsenterede: almindelig guldblomme, alpekobjælde, alpekugleblomst, Anthyllis vulneraria subsp. boscii (endemisk underart af gul rundbælg), bjerganemone, bjergkløver, dværgkorsved, engelsk iris (endemisk), europæisk engblomme, Galium pyrenaicum (snerre-art), Geum pyrenaicum (endemisk nellikerod-art), hornviol, hvid affodil, Iberis spathulata (endemisk sløjfeblomst-art), Koeleria vallesiana subsp. humilis (endemisk kambunke-underart), kranslilje, lægeærenpris, Minuartia cerastiifolia (endemisk norel-art), paradislilje, pyrenæisk akeleje (endemisk), pyrenæisk asters (endemisk), pyrenæisk baldrian, pyrenæisk lilje (endemisk), pyrenæisk sorttop (endemisk), Scilla lilio-hyacinthus (skilla-art), skovstorkenæb, sort svalerod, spindelvævshusløg, stormhatbladet ranunkel, Teucrium pyrenaicum (kortlæbe-art), Verbascum pulverulentum (kongelys-art), Vicia pyrenaica (vikke-art), vingevisse og vårensian.